# Donnya Piggott
Donnya Piggott (sinh năm 1990) là một nhà hoạt động nhân quyền đến từ Barbados. Năm 2012, cô đồng sáng lập B-GLAD, một tổ chức hỗ trợ cho những người LGBT ở Barbados. Vào năm 2015, cô đã được trao Giải thưởng Lãnh đạo trẻ của Nữ hoàng Elizabeth vì sự tích cực trong việc thay đổi cuộc sống của những người trẻ tuổi.

## Tiểu sử
Donnya Piggott sinh năm 1990 tại Barbados. Cô theo học trường đại học West Indies nghiên cứu lịch sử và tài khoản. Vào năm 2012, Piggott và Ro-Ann Mohammed đã thành lập một hiệp hội Người đồng tính nam, Đồng tính nữ và Mọi giới tính chống lại sự phân biệt đối xử B-GLAD như một tổ chức để tạo ra một cơ chế giáo dục và đối thoại công khai theo cách hỗ trợ cho cộng đồng LGBT ở Barbados.
Theo Piggott, tổ chức của cô tập trung vào nhân loại chung của mọi người. Piggott tin rằng tiếp cận đồng tính luyến ái từ quan điểm đạo đức dẫn đến bế tắc. Thay vào đó, cô tin rằng các câu hỏi trọng tâm là liệu phân biệt đối xử là hợp pháp và liệu cơ hội bình đẳng cho việc làm và bảo vệ theo luật có nên tồn tại cho tất cả mọi người hay không.
Vào tháng 6 năm 2014, Piggott đã tham gia với các nhóm hỗ trợ LGBT khác trên khắp vùng Caribe trong một dự án có tên Generation Change (Thay đổi thế hệ). Các nhà hoạt động trong khu vực kêu gọi các nguyên thủ quốc gia nắm lấy tất cả các thành viên của xã hội và loại bỏ các luật lệ và tập quán phân biệt đối xử. Đáp lại lời kêu gọi của B-GLAD, Thủ tướng Freundel Stuart cho biết ông cam kết sẽ xóa bỏ sự phân biệt đối xử đối với tất cả người Bajans, bao gồm cả cộng đồng LGBT. Một nghiên cứu được B-Glad hoàn thành vào năm 2014, Bang LGBT Barbados: Tổng quan ngắn gọn, cho thấy sự kỳ thị và phân biệt đối xử, luật pháp bất bình đẳng và kỳ thị, và thiếu sự chấp nhận tạo ra "áp bức bí mật" đối với LGBT Bajans. Piggott nhấn mạnh rằng sự hà khắc của luật Barbadian, trong đó kêu gọi tù chung thân vì các hành vi tình dục đồng thuận, dẫn đến cảm giác không chấp nhận, trầm cảm, lạm dụng chất gây nghiện, vắng mặt ở trường vì sợ bị phân biệt đối xử.
Vào tháng 1 năm 2015, Piggott được vinh danh là một trong những người nhận Giải thưởng Nhà lãnh đạo trẻ của Nữ hoàng. Giải thưởng cung cấp sự công nhận từ Quân chủ Anh cho các nhà lãnh đạo trẻ trên khắp Khối thịnh vượng chung. Nữ hoàng Elizabeth đã trao giải thưởng vào tháng 6 năm 2015.